# Structure pyramidale des ligues de football en Islande
Les championnats islandais de football sont regroupés en divisions interconnectées par un système de promotions/relégations, contrôlées par la fédération d'Islande de football et regroupant les clubs islandais de football. 

## Le fonctionnement
Le tableau ci-après présente ce fonctionnement.
Pour chacun des « championnats » un nom officiel ou un nom de sponsor est donné. Le nombre de clubs participant à chacun des niveaux est défini à l'avance. Chaque championnat permet en fin de saison de promouvoir au niveau supérieur des clubs et d'en reléguer d'autres au niveau inférieur. 
Le premier du championnat le plus haut est le champion national.
| Niveau | Championnat                                                                                         | Championnat                                                                                         | Championnat                                                                                         | Championnat                                                                                         | Championnat                                                                                         | Championnat                                                                                         | Championnat                                                                                         | Championnat                                                                                         |
| ------ | --------------------------------------------------------------------------------------------------- | --------------------------------------------------------------------------------------------------- | --------------------------------------------------------------------------------------------------- | --------------------------------------------------------------------------------------------------- | --------------------------------------------------------------------------------------------------- | --------------------------------------------------------------------------------------------------- | --------------------------------------------------------------------------------------------------- | --------------------------------------------------------------------------------------------------- |
| 1      | Championnat d'Islande de football Pepsi deildin – (Championnat national) 12 clubs (depuis 2008)     | Championnat d'Islande de football Pepsi deildin – (Championnat national) 12 clubs (depuis 2008)     | Championnat d'Islande de football Pepsi deildin – (Championnat national) 12 clubs (depuis 2008)     | Championnat d'Islande de football Pepsi deildin – (Championnat national) 12 clubs (depuis 2008)     | Championnat d'Islande de football Pepsi deildin – (Championnat national) 12 clubs (depuis 2008)     | Championnat d'Islande de football Pepsi deildin – (Championnat national) 12 clubs (depuis 2008)     | Championnat d'Islande de football Pepsi deildin – (Championnat national) 12 clubs (depuis 2008)     | Championnat d'Islande de football Pepsi deildin – (Championnat national) 12 clubs (depuis 2008)     |
| 2      | Championnat d'Islande de football D2 1. deild karla – (Championnat national) 12 clubs (depuis 2007) | Championnat d'Islande de football D2 1. deild karla – (Championnat national) 12 clubs (depuis 2007) | Championnat d'Islande de football D2 1. deild karla – (Championnat national) 12 clubs (depuis 2007) | Championnat d'Islande de football D2 1. deild karla – (Championnat national) 12 clubs (depuis 2007) | Championnat d'Islande de football D2 1. deild karla – (Championnat national) 12 clubs (depuis 2007) | Championnat d'Islande de football D2 1. deild karla – (Championnat national) 12 clubs (depuis 2007) | Championnat d'Islande de football D2 1. deild karla – (Championnat national) 12 clubs (depuis 2007) | Championnat d'Islande de football D2 1. deild karla – (Championnat national) 12 clubs (depuis 2007) |
| 3      | Championnat d'Islande de football D3 2. deild karla – (Championnat national) 12 clubs (depuis 2008) | Championnat d'Islande de football D3 2. deild karla – (Championnat national) 12 clubs (depuis 2008) | Championnat d'Islande de football D3 2. deild karla – (Championnat national) 12 clubs (depuis 2008) | Championnat d'Islande de football D3 2. deild karla – (Championnat national) 12 clubs (depuis 2008) | Championnat d'Islande de football D3 2. deild karla – (Championnat national) 12 clubs (depuis 2008) | Championnat d'Islande de football D3 2. deild karla – (Championnat national) 12 clubs (depuis 2008) | Championnat d'Islande de football D3 2. deild karla – (Championnat national) 12 clubs (depuis 2008) | Championnat d'Islande de football D3 2. deild karla – (Championnat national) 12 clubs (depuis 2008) |
| 4      | Championnat d'Islande de football D4 3. deild karla – (Championnat national) 10 clubs (depuis 2013) | Championnat d'Islande de football D4 3. deild karla – (Championnat national) 10 clubs (depuis 2013) | Championnat d'Islande de football D4 3. deild karla – (Championnat national) 10 clubs (depuis 2013) | Championnat d'Islande de football D4 3. deild karla – (Championnat national) 10 clubs (depuis 2013) | Championnat d'Islande de football D4 3. deild karla – (Championnat national) 10 clubs (depuis 2013) | Championnat d'Islande de football D4 3. deild karla – (Championnat national) 10 clubs (depuis 2013) | Championnat d'Islande de football D4 3. deild karla – (Championnat national) 10 clubs (depuis 2013) | Championnat d'Islande de football D4 3. deild karla – (Championnat national) 10 clubs (depuis 2013) |
| 5      | Championnat d'Islande de football D5 Groupe A 4. deild karla – (Championnat régional) 7 clubs       | Championnat d'Islande de football D5 Groupe A 4. deild karla – (Championnat régional) 7 clubs       | Championnat d'Islande de football D5 Groupe B 4. deild karla – (Championnat régional) 8 clubs       | Championnat d'Islande de football D5 Groupe B 4. deild karla – (Championnat régional) 8 clubs       | Championnat d'Islande de football D5 Groupe C 4. deild karla – (Championnat régional) 7 clubs       | Championnat d'Islande de football D5 Groupe C 4. deild karla – (Championnat régional) 7 clubs       | Championnat d'Islande de football D5 Groupe D 4. deild karla – (Championnat régional) 7 clubs       | Championnat d'Islande de football D5 Groupe D 4. deild karla – (Championnat régional) 7 clubs       |

## Les coupes
Les clubs inscrits dans les différents championnats peuvent participer aux coupes.
- VISA-bikar (Coupe d'Islande)
- Lengjubikarinn (Coupe de la Ligue) : uniquement pour les clubs des deux premières divisions.

## La Supercoupe
La Meistarakeppni KSÍ - Meistaraflokkur karla est disputée en début de saison entre le champion d'Islande et le vainqueur de la Coupe d'Islande de football.